# Eriba-Marduque
 Eriba-Marduque (em acádio: mri-badAMAR.UTU; romaniz.: Eriba-Marduk) foi rei da Babilônia que reinou por nove anos e era filho de Marduqueaplausur. Ele era de origem caldeia, vindo de Bite-Iaquim, e chegou ao trono da Babilônia numa altura em que o reino se encontrava envolta de uma anarquia e a reconstruiu. Fez guerra contra o povo arameu que se tivessem apossado das terras babilônicas e de Borsipa para restaurar a econômia e também com o rei assírio Assurdã III. Foi substituído por Nabusumaiscum, vindo de uma tribo chamada Bite-Dacurri.